# 北九州市立今町小学校
北九州市立今町小学校（きたきゅうしゅうしりつ いままちしょうがっこう）は、福岡県北九州市小倉北区今町三丁目にある公立小学校。

## 沿革
（沿革節の主要な出典は公式サイト）
- 1979年（昭和54年） - 北九州市立城野小学校から分離し開校
- 1988年（昭和63年） - 今町小学校創立十周年記念式典を挙行
- 1998年（平成10年） - 今町小学校創立20周年記念式典・祝賀会を挙行
- 2008年（平成20年） - 今町小学校創立30周年記念式典を挙行

## 交通
- 北九州モノレール北方駅下車、徒歩約14分
- 西鉄バス北九州
  - 南丘団地前バス停下車、徒歩約3分
  - 恵理バス停下車、徒歩約9分

## 周辺
- 北九州市立南丘小学校
- 小倉今町郵便局